# Nordrup
Nordrup ist ein Ort auf der dänischen Insel Seeland. Er gehört zur Gemeinde Ringsted in der Region Sjælland und zählt 298 Einwohner (Stand 1. Januar 2023).

## Entwicklung der Einwohnerzahl
| Jahr           | Einwohner |
| -------------- | --------- |
| 1. Januar 2000 | 238       |
| 1. Januar 2004 | 247       |
| 1. Januar 2008 | 248       |
| 1. Januar 2010 | 234       |

## Verwaltungszugehörigkeit
- 1. April 1970 bis 31. Dezember 2006: Ringsted Kommune, Vestsjællands Amt
- seit 1. Januar 2007: Ringsted Kommune, Region Sjælland